# Cavarna
Die Cavarna war ein 1939 gebautes rumänisches Passagier- und Frachtmotorschiff der Reederei Serviciul Maritim Român. Im Zweiten Weltkrieg übernahm die Kriegsmarine das Schiff 1941 und plante den Umbau zum Verwundetentransportschiff. Im Dezember 1941 sank es nach einem Minentreffer im Schwarzen Meer.

## Bau und technische Daten
Auf Bestellung der Reederei „Serviciul Maritim Român“ (SMR) fand auf der Werft Cantieri Navali Riuniti im Werk Palermo unter der Baunummer 136 die Kiellegung des Schiffes statt. Der Stapellauf erfolgte im September 1939 unter dem Namen Cavarna nach der gleichnamigen Stadt Kawarna in Bulgarien, die von 1913 bis 1940 zu Rumänien gehörte. Im Januar 1940 lieferte die Werft den Neubau an die Reederei ab. Auf dieser Werft wurden auch die von der SMR bestellten Schwesterschiffe Mangalia, Balcic und Sulina gebaut.
Ihre Länge betrug 116,20 Meter über alles, sie war 15,40 Meter breit und wies einen Tiefgang von maximal 7,11 Metern auf. Sie war mit 3495 BRT bzw. 2022 NRT vermessen und hatte eine Tragfähigkeit von 5000 tdw. Der Antrieb bestand aus einem Fiat-Sechszylinder-Dieselmotor, dessen Leistung 3200 PS betrug. Dieser wirkte auf eine Schraube, das Schiff erreichte eine Geschwindigkeit von 15,5 Knoten. Die Reichweite betrug bei 12 Knoten 9125 Seemeilen. Neben der Besatzung von 44 Mann konnten bis zu 16 Passagiere mitreisen. Als Verwundetentransportschiff war sie mit zwei 2,0-cm-Flak ausgestattet.

## Geschichte

### Rumänisches Kombischiff
Nach Ablieferung der Werft an die Reederei SMR wurde die Cavarna in Konstanza als Heimathafen registriert. Die „Serviciul Maritim Român“ hatte geplant, die Cavarna wie ihre Schwesterschiffe für Liniendienste über das Mittelmeer hinaus einzusetzen. Nach Beginn des Krieges 1939 konnte die Reederei die Cavarna von Rumänien nur noch auf den sicheren Routen in den Nahen Osten und dem östlichen Mittelmeer nutzen. Nach dem Kriegseintritt Rumäniens auf Seiten der Achsenmächte am 21. Juni 1941 vercharterte die rumänische Regierung die Cavarna an die Kriegsmarine.

### Deutscher Verwundetentransporter
Nach Beginn des deutschen Überfalls auf die Sowjetunion (Unternehmen Barbarossa) hatte die Kriegsmarine Bedarf an Lazarettschiffen auch im Schwarzen Meer. Da die sowjetische Seite Lazarettschiffe grundsätzlich nicht anerkannte, wurde sie als Verwundetentransporter geplant und für 60 Verwundete ausgelegt. Mit diesem Status konnte sie auch Truppen sowie Nachschub zur Front transportieren und wurde mit zwei 20-mm-Flak bewaffnet. Ob das Schiff als Verwundetentransporter genutzt wurde, ist unklar.
Wie bei allen Lazarettschiffen im Schwarzen Meer liegen keine Unterlagen zu Einsätzen der Cavarna (mehr) vor. Lediglich einzelne Informationen sind bekannt: Am 1. Dezember 1941 wurde die Cavarna vom sowjetischen U-Boot D-4 vergeblich angegriffen. Einen Tag später, am 2. Dezember 1941, sank die Cavarna auf einer sowjetischen Mine. In der Literatur finden sich als Untergangsort sowohl bei „Odessa“ als auch vor „Burgas“.